# Kalita
Kalita è una comunità induista dello stato indiano dell'Assam. I Kalita dicono di appartenere alla casta Kshatriya. Esistono prove di un regno Kalita  tra il XV e il XVI secolo.
Durante la morte, i Kalita sostengono che l'anima del defunto viene trasportata da un uccellino nella terra degli spiriti, e durante questo viaggio, se il defunto in vita è stato malvagio, l'uccellino sarà catturato da un falco che lo divorerà.